# فولکس‌واگن برزیل
فولکس‌واگن برزیل (انگلیسی: Volkswagen do Brasil) شرکت خودروسازی برزیلی است، که در سال ۱۹۵۳ تأسیس شد.